# Termisk sprutning

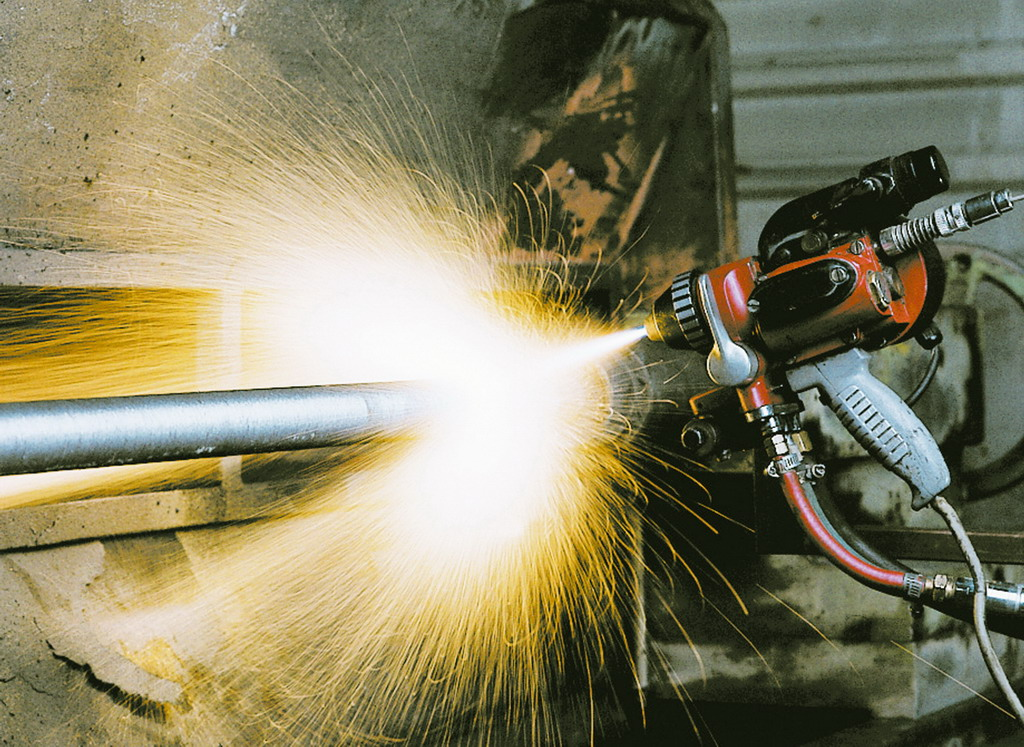
Trådbågesprutning

Termisk sprutning är en samling av olika beläggningsprocesser i vilket smälta eller uppvärmda material sprutas på en yta. Materialet värms upp med hjälp av elektricitet, exempelvis plasma eller ljusbåge, alternativt med hjälp av en brännkammare. 

## Beskrivning
Med hjälp av termisk sprutning kan tjocka beläggningar, från ca 20 mikrometer till flera mm, appliceras beroende på process och råmaterial. Råmaterialet kan innfatta metaller, legeringar, keramik, plast och kompositer. Materialet matas i form av pulver eller tråd, upphettas till ett smält eller halvsmält tillstånd och sputas i mikrometerstora partiklar mot ett substrat. Kvaliteten på beläggningen bedöms genom att mäta porositet, oxidhalt, makrohårdhet, mikrohårdhet, vidhäftning och ytjämnhet. Generellt ökar kvaliteten på beläggningen i och med ökade partikelhastigheter. 

## Olika typer
Det finns ett antal olika typer av termisk sprutning:
- Plasmasprutning
- Detonationssprutning
- Trådbågesprutning
- Flamsprutning
- Höghastighetsflamsprutning (HVOF)
- Varmsprutning
- Kallsprutning

### Höghastighetsflamsprutning
Det finns två tekniker vid höghastighetsflamsprutning, HVOF (high velocity oxy-fuel) och HVAF (high velocity air fuel). HVOF använder sig av syre från syre-tankar, medan HVAF använder sig av vanlig luft. Pistolernas konstruktion är uppbyggda med vissa skillnader och har därför vissa egenskaper som skiljer. De olika teknikerna använder sig av olika bränslen vilket resulterar i temperaturskillnader, för HVOF ungefär 3000°C och för HVAF ca 1500°. HVAF har även högre hastighet, upp till tre gånger ljudets hastighet, MACH 3. Pulver tillsätts sedan i pistolen som är riktad mot substratet, vilket gör att substratet blir belagt med det smälta pulvret. HVOF:s spruta är vätskekyld, men då HVAF har lägre temperatur sköts kylningen med hjälp av luft.